# Codex Petropolitanus Purpureus
De Codex Petropolitanus Purpureus (Gregory-Aland no. N of 022, van Soden ε 19) is een van de Bijbelse handschriften. Het dateert uit de 6e eeuw, en is geschreven met hoofdletters (uncialen) op perkament.

## Beschrijving

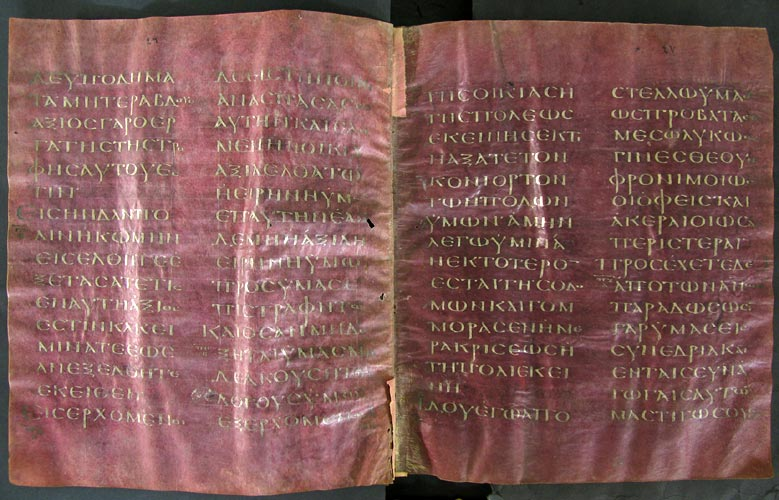
Matteüs 10,10-17

De gehele Codex Petropolitanus Purpureus bestaat uit 231 bladen (32 × 27 cm). De tekst is geschreven in twee kolommen per pagina, 16 regels per pagina. Het kan worden berekend dat de oorspronkelijke codex bevatte 462 bladeren.
Het bevat nomina sacra (ΙΣ, ΘΣ, ΚΣ, ΥΣ, en ΣΩΤΗΡ).
De Codex bevat teksten van de vier Evangeliën met lacunes.
Lacunes
Matteüs
1,1-24; 2,7-20; 3,4-6,24; 7,15-8,1; 8,24-31; 10,28-11,3; 12,40-13,4; 13,33-41; 14,6-22; 15,14-31; 16,7-18,5; 18,26-19,6; 19,13-20,6; 21,19-26,57; 26,65-27,26; 26,34-fin;
Marcus
1,1-5,20; 7,4-20; 8,32-9,1; 10,43-11,7; 12,19-24,25; 15,23-33; 15,42-16,20;
Lucas
1,1-2,23; 4,3-19; 4,26-35; 4,42-5,12; 5,33-9,7; 9,21-28; 9,36-58; 10,4-12; 10,35-11,14; 11,23-12,12; 12,21-29; 18,32-19,17; 20,30-21,22; 22,49-57; 23,41-24,13; 24,21-39; 24,49-fin;
Johannes
1,1-21; 1,39-2,6; 3,30-4,5; 5,3-10; 5,19-26; 6,49-57; 9,33-14,2; 14,11-15,14; 15,22-16,15; 20,23-25; 20,28-30; 21,20-fin.
De Codex representeert de Byzantijnse tekst. Kurt Aland plaatste de codex in Categorie V.
Onderzocht werd door Wettstein, Treschow, Alter, Scholz, Tischendorf, Tregelles, en Scrivener.

## Huidige locatie van de codex
182 bladen van de codex bevinden zich in de Petersburg in de Russische Nationale Bibliotheek (Gr. 537). De andere delen van de codex zijn opgeslagen:
- 33 bladen in de bibliotheek van het klooster van Saint John the Theologian op het eiland Patmos, Griekenland, Mark 6:53-7:4; 7:20-8:32; 9:1-10:43; 11:7-12:19; 14:25-15:23;
- 6 bladen in de Biblioteca Apostolica Vaticana in Rome, Matthew 19:6-13; 20:6-22; 20:29-21:19
- 4 bladen in Londen, British Library, Cotton Titus C. XV; Matthew 26:57-65; 27:26-34; John 14:2-10; 15:15-22; ze werden genoemd de Codex Cottonianus;
- 2 bladen in de Nationale Bibliotheek van Oostenrijk in Wenen,
- 1 blad in de Morgan Library in New York,
- 1 blad in de Byzantijns Museum in Athene,
- 1 blad in de Museum van Byzantijnse Cultuur in Thessaloniki
- 1 blad in de privécollectie van Markies А. Spinola in Lerma (1), Italië[1].